# L'Évadé : L'Étrange Affaire Carlos Ghosn
Pour plus de détails, voir Fiche technique et Distribution.
L'Évadé : L'Étrange Affaire Carlos Ghosn est un documentaire français consacré à l'ascension de Carlos Ghosn à la tête de Renault et de Nissan, suivie de son arrestation puis de son évasion du Japon. Réalisé par Lucy Blakstad, le documentaire est disponible à partir du 26 octobre 2022 sur Netflix,.